# Paweł Jach
Paweł Wiesław Jach (ur. 1945 w Łodzi) – polski architekt wnętrz, malarz, pedagog, działacz społeczny (Asocjacja ARS LONGA oraz Polskie Stowarzyszenie Racjonalistów) i polityczny (Racja Polskiej Lewicy).
Ukończył Liceum Sztuk Plastycznych w Łodzi (w l.1959–1964). 
Studiował w gdańskiej PWSSP (ASP) w latach 1967–1976. Dyplom uzyskał w 1976 r. na Wydziale Architektury Wnętrz  w pracowni prof. Bolesława Petryckiego. Ukończył także w wałbrzyskiej WSZiP studia podyplomowe dla nauczycieli z zakresu pedagogiki oraz z filozofii i etyki. Członek wrocławskiego oddziału Związku Polskich Artystów Plastyków. Mieszka w Wałbrzychu.

## Ważniejsze realizacje
- 1977–1982 Wałbrzych, Zamek Książ – projekty architektury wnętrz i elementy wystroju wnętrz (kraty ozdobne, snycerskie boazerie i żyrandole, polichromie ścienne)
- Ok. 2001 - renowacja i częściowo nowe uzupełnienia plafonu w jednej z sal pałacu w Kondratowicach (z art. plastykiem Arturem Kardamaszem)
- 2001 Gałów  – renowacja renesansowego sgraffita na korpusie kościoła (kierownik zespołu wykonawców)
- 2002–2003 Berlin (Niemcy) – Spandau – projekty rekonstrukcji i wykonawstwo techniką mineralną Keima dekoracji malarskiej na "ścianie tęczowej" kościoła St. Marien (w ramach większej pracy zespołowej)
- Ok.2014 - Wałbrzych, zespół hotelowy "Maria" (pałacyk) - malarstwo ścienne i projekty mebli w pom. winiarni, kręgielni, sal bilardowych
- Ok. 2014 - Wałbrzych, zespół hotelowy "Maria" (Marysieńka) - malarstwo ścienne w hollu wejściowym i na korytarzu 1 p.
- Ok. 2014 - Szczawno Zdrój, hotel "Maria Helena" (restauracja) - malarstwo ścienne
- Ok. 2014 - Wałbrzych, renowacja i cz. rekonstrukcja dekoracji malarskiej plafonu z amorkami w wielkiej sali pałacu Tielscha

## Wystawy indywidualne
- 1985 "Portrety i akty" BWA,  Wałbrzych
- 1985 "Portrety i akty"  KMPiK   Jelenia Góra
- 1987 "Portrety i akty", "Czarna Galeria" BWA  Legnica
- 1987 "Portrety i akty" – Wałbrzych, KMPiK (na wystawie były również prezentowane zdjęcia krat kutych zaprojektowanych dla Zamku Książ)
- 2024 "Iron men" - Wrocław, galeria "Mieszkanie Geppertów" i galeria "Na Szewskiej" (wystawiał razem z Krystianem Truth Czapiewskim)

## Wystawy zbiorowe
- 1976 "Kadyny ' 76"  SARP, Gdańsk  (wystawa poplenerowa pt. Ceramika dla architektury)
- 1978 "Wiosenne konfrontacje młodych” Galeria BWA Awangarda, Wrocław
- 1978 "Wystawa młodych ' 78" BWA, Wałbrzych
- 1979 "Porównania: logika – zmysły" BWA Sopot
- 1979 "Wystawa młodych ' 79" BWA  Wałbrzych
- 1979 "Rysunki pięciu plastyków wałbrzyskich" Galeria FMK, Budapeszt (Węgry)
- 1979 "Wystawa prac plastyków wałbrzyskich"  BWA Katowice i Bytom
- 1980 "Galeria portretów ludzi zasłużonych"  Muzeum Okręgowe, Wałbrzych i Zamek Książ
- 1985 "Sława ' 84" Muzeum Miedzi, Głogów  (wystawa poplenerowa)
- 1986 "Plastyka wałbrzyska w 40-leciu PRL"  Muzeum Okręgowe, Wałbrzych i Zamek Książ
- 1988 Ogólnopolski Plener Malarstwa na Podłożu Papierowym "Polanica ' 87" BWA Wałbrzych  (wystawa poplenerowa)
- 1988 "Plastyka wałbrzyska" KMPiK Wałbrzych
- 1994 "I. Triennale plastyki wałbrzyskiej"  Galeria "Pod Atlantami", Wałbrzych
- 1996 malarstwo Grupy "Kontrast"  Muzeum Okręgowe, Wałbrzych
- 1996  "Plastyka wałbrzyska"  Galeria Instytutu Polskiego, Lipsk (Niemcy)  (projekt i realizacja towarzyszącej ww. wystawie dużej ekspozycji z ofertą handlową producentów ówczesnego woj. walbrzyskiego)
- 1997 "II. Triennale plastyki wałbrzyskiej" Galeria "Pod Atlantami", Wałbrzych
- 1997 "Polska sztuka w zbiorach Muzeum w Głogowie" Głogów
- 1999  PKO Bank Polski, Wałbrzych (wystawa środowiskowa)
- 1999  "Szczawno ‘99" Muzeum Okręgowe, Wałbrzych  i Pijalnia Wód, Szczawno Zdrój (wystawa poplenerowa)
- 1999/00 malarstwo Grupy "Kontrast"   BWA Wałbrzych
- 2000 "III. Triennale plastyki wałbrzyskiej"  Galeria "Pod Atlantami" Wałbrzych
- 2000 "Plastyka wałbrzyska" BWA Bydgoszcz
- 2002 "Szczawno ' 01"  Muzeum Okręgowe, Wałbrzych (wystawa poplenerowa)
- 2002/03  "Szczawno ' 02"   Muzeum Okręgowe, Wałbrzych (wystawa poplenerowa)
- 2002  malarstwo Grupy "Kontrast"  Galeria "Pod Atlantami" i PKO Bank Polski, Wałbrzych
- 2003  "IV. Triennale plastyki wałbrzyskiej"  Galeria "Pod Atlantami", Wałbrzych
- 2003  Pijalnia Wód, Szczawno Zdrój  (wystawa z okazji Dni Szczawna Zdroju)
- 2003 "Moderne Malerei von Wałbrzych"  das Bürgerhaus, Freiberg (Niemcy)
- 2004 "Szczawno 2003"  Muzeum, Wałbrzych (wystawa poplenerowa)
- 2004  "Wśród przyjaciół" Galeria "Pod Atlantami", Wałbrzych  (wystawa prac lokalnego środowiska plastycznego)
- 2004 „Szczawno 2004”  Muzeum, Wałbrzych  (wystawa poplenerowa)
- 2005/06 „Wałbrzych – Szczawno 2005” Muzeum, Wałbrzych  (wystawa poplenerowa)
- 2021 "Grupa Kontrast", BWA Wałbrzych (w Starej Kopalni)
- 2022 "2 Przegląd twórczości artystów wałbrzyskiego ZPAP", BWA Wałbrzych
- 2023 "Kontrasty", BWA Wałbrzych
- 2024 "3 Przegląd twórczości artystów wałbrzyskiego ZPAP", BWA Wałbrzych

## Prace w zbiorach
- Muzeum Okręgowego w Wałbrzychu (8 obrazów)
- Muzeum Miedzi w Głogowie (1 obraz tyt. "En camaieu")
- BWA w Wałbrzychu (3 rysunki i 2 obrazy – zaginione)
- BWA w Legnicy (1 obraz)
- Urzędu Miasta Szczawna Zdroju (3 obrazy)
- Wałbrzyskiej Wyższej Szkoły Zarządzania i Przedsiębiorczości (4 obrazy)
- W kolekcjach prywatnych w Polsce, Kanadzie, Niemczech i we Włoszech.